# 1948 în științifico-fantastic
- 1947 în științifico-fantastic — 1948 în științifico-fantastic — 1949 în științifico-fantastic

1948 în științifico-fantastic a implicat o serie de evenimente:

## Nașteri și decese

### Nașteri
- Mike Ashley
- John Calvin Batchelor
- Zoe Fairbairns
- William Gibson
- Scott G. Gier
- Ronald M. Hahn
- Robert Holdstock (d. 2009)
- Nancy Kress
- Claus-Peter Lieckfeld
- Ernst Otto Luthard
- F. Gwynplaine MacIntyre (d. 2010)
- George R. R. Martin
- Vonda N. McIntyre (d. 2019)
- Sean McMullen
- Marta Randall
- Spider Robinson
- Pamela Sargent
- Dan Simmons
- James Sutherland
- Steven Utley (d. 2013)
- Joan D. Vinge
- Michael Weisser
- Laurence M. Yep

### Decese
- Albert Karl Burmester (n. 1875)
- Bruno H. Bürgel (n. 1875)
- Ernst Modersohn (n. 1870)
- Adolf Stein (Pseudonimul lui Gerd Fritz Leberecht, n. 1871)

## Cărți

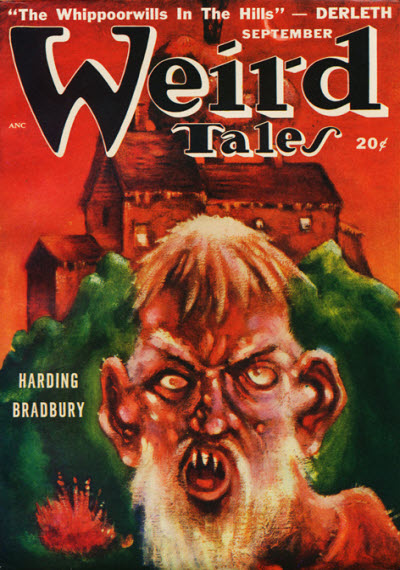
Weird Tales din septembrie 1948, în care a fost publicată povestirea „Fever Dream”

### Romane
- Against the Fall of Night de Arthur C. Clarke
- Ape and Essence de Aldous Huxley
- Darker Than You Think de Jack Williamson
- Le diable l'emporte de René Barjavel
- Dreadful Sanctuary de Eric Frank Russell
- Space Cadet de Robert A. Heinlein
- Spitalul transfiguraților  de Stanisław Lem
- Walden Two de B. F. Skinner
- The World of Null-A (Lumea non-A) de A. E. van Vogt
- The Torch de Jack Bechdolt; sub formă de carte

### Colecții de povestiri
- ...and some were human de Lester del Rey
- From Unknown Worlds de John W. Campbell, Jr.
- Llana of Gathol de Edgar Rice Burroughs
- Not Long for this World de August Derleth
- Strange Ports of Call antologie editată de August Derleth
- Without Sorcery de Theodore Sturgeon

### Povestiri
- „Bătaia la ușă” de Fredric Brown
- „The Black Pits of Luna” de Robert A. Heinlein
- „Dreams are Sacred” de Peter Phillips
- „Fever Dream” de Ray Bradbury
- „Gentlemen, Be Seated” de Robert A. Heinlein
- „Inheritance” de Arthur C. Clarke
- Mai întunecat decât crezi de Jack Williamson (nuveletă rescrisă ulterior ca un roman)
- „Our Fair City” de Robert A. Heinlein
- „That Only a Mother” de Judith Merril

## Filme
| Titlu          | Regizor                            | Distribuție                                    | Țara                                                  | Sub-Gen /Note |
| -------------- | ---------------------------------- | ---------------------------------------------- | ----------------------------------------------------- | ------------- |
| Counterblast   | Paul L. Stein                      | Mervyn Johns, Robert Beatty, Nova Pilbeam      | Regatul Unit al Marii Britanii și al Irlandei de Nord | [ 2 ] [ 3 ]   |
| Krakatit       | Otakar Vávra                       | Karel Höger                                    | Cehoslovacia                                          |               |
| Superman       | Spencer Gordon Bennet, Thomas Carr | Kirk Alyn, Noel Neill                          | Statele Unite ale Americii                            |               |
| Unknown Island | Jack Bernhard                      | Virginia Grey, Richard Denning, Barton MacLane | Statele Unite ale Americii                            | [ 4 ]         |
|                |                                    |                                                |                                                       |               |